# Maximos Salloum
Maximos Salloum (* 2. Dezember 1920 in Yaroun, Libanon; † 28. Oktober 2004) war von 1975 bis 1997 Erzbischof der  Melkitischen Griechisch-Katholischen Kirche von  Akka in Israel. Der Bischofssitz ist in Haifa.

## Leben
Salloum erhielt am 20. Juli 1946 die Priesterweihe. Als Nachfolger von Joseph-Marie Raya wurde er am 20. August 1975 zum Erzbischof von Akka, Haifa, Nazareth und ganz Galiläa ernannt. Die Ordination wurde am 14. September 1975 durch den Patriarchen von Antiochien Erzbischof Maximos V. Hakim vorgenommen. Als Mitkonsekratoren assistierten die Erzbischöfe Georges Haddad von Tyros und Joseph Elias Tawil von Newton (USA). 1982 stellte Salloum den Gründern einer sozialen Einrichtung die 1862 erbaute Madonna-Kirche in Haifa zur Verfügung, heute hat das „Haus Gnade“ dort seinen Sitz. Am 23. Juli 1997 wurde er  emeritiert und war bis zu seinem Tod Alterzbischof von Akka. Sein Nachfolger wurde Pierre Mouallem.